# Marilyn Wilson
Marilyn Wilson (n. 14 iulie 1943, Noul Wales de Sud, Australia) este o înotătoare ce a reprezentat Australia, medaliată olimpică. A participat la o ediție a Jocurilor Olimpice (1960) în care a câștigat o medalie de argint.

## Participări
Lista de mai jos prezintă principalele competiții la care a participat Marilyn Wilson de-a lungul carierei.
- Jocurile Olimpice de vară din 1960